# 鈴之助
鈴之助（すずのすけ、1984年〈昭和59年〉4月14日 - ）は、日本の俳優。本名および旧芸名、田中 鈴之助（たなか すずのすけ）。東京都出身。トライストーン・エンタテイメント所属。身長186cm。

## 略歴・人物
1996年、映画『地獄堂霊界通信』で主演デビュー。
趣味はジョギング、カラオケ、映画鑑賞。特技は催眠術、英語の発音。

## 出演

### 映画
- 地獄堂霊界通信（1996年） - 主演・金森てつし 役
- 自殺サークル（2002年）
- 羊のうた（2002年）
- 69 sixty nine（2004年）
- デビルマン（2004年） - 六平 役
- GIRL'S LIFE TOKYO NOIR（2004年）
- 俺は、君のためにこそ死ににいく（2007年）
- 犯人に告ぐ（2007年）
- クローズZERO（2007年） - 田村忠太 役
  - クローズZERO II（2009年）
- リアル鬼ごっこ（2008年）
- ぼくたちと駐在さんの700日戦争（2008年） - 花火師 役
- 僕の彼女はサイボーグ（2008年）
- イキガミ（2008年） - 下山 役
- ROOKIES -卒業-（2009年） - 国枝 役
- 戦国番長ガチザムライ（2010年3月6日） - 権 役
- 座頭市 THE LAST（2010年5月29日、東宝） - 紋太 役
- ガチバンシリーズ - 吉田義男 役
  - ガチバンMAX（2010年8月14日）
  - ガチバンMAX2（2010年8月21日）
  - ガチバン アルティメット（2011年1月8日）
  - ガチバン SUPER MAX（2012年3月31日）
  - ガチバン WORST MAX（2012年9月1日）
  - ガチバン スプレマシー（2013年4月13日）
  - ガチバンZ 代理戦争（2013年11月9日）
  - ガチバン ULTRA MAX（2014年4月12日）
- 七瀬ふたたび（2010年10月2日、IMJエンタテインメント / マジックアワー） - 加藤 役
- 岳-ガク-（2011年5月7日、東宝） - 守屋鉄志 役
- アベックパンチ（2011年6月18日、アンプラグド） - スズキヒラマサ 役
- 11・25自決の日 三島由紀夫と若者たち（2012年6月2日） - 小川正洋 役
- バルーンリレー（2012年6月23日） - 井波修也 役
- 闇金ウシジマくん（2012年8月25日、S・D・P） - 根岸裕太 役
- ユダ（2013年1月16日）
- HK 変態仮面（2013年4月6日） - 江田島龍太 役
- びったれ!!!（2015年11月28日） - 沢木巽 役
- SCOOP!（2016年10月1日、東宝） - 須山 役
- 仮面ライダー平成ジェネレーションズ Dr.パックマン対エグゼイド&ゴーストwithレジェンドライダー（2016年12月10日） - 竜崎一成 / ドラルバグスター 役
- スマホを落としただけなのに 囚われの殺人鬼（2020年2月21日、東宝） - 音坂涼一 役
- ぐらんぶる（2020年8月7日、ワーナー・ブラザース映画） - 時田信治 役
- 映像研には手を出すな!（2020年9月25日、東宝） - 黒田 役[2]
- るろうに剣心 最終章 The Beginning（2021年6月4日）
- チェリまほ THE MOVIE〜30歳まで童貞だと魔法使いになれるらしい〜（2022年4月8日、アスミック・エース） - 浦部健吾 役[3][4]

### テレビドラマ
- シナリオ登竜門 青と白で水色（2001年、日本テレビ）
- 仔犬のワルツ（2004年、日本テレビ） - 勝俣敏宏 役
- NTT DoCoMo 3Minutes Story『ドリームマスター』（2004年、BS-i） - 浮田春彦 役
- ごくせん 第2シリーズ（2005年、日本テレビ） - 高山鈴之助 役
  - ごくせん同窓会スペシャル（2005年、日本テレビ）
- ガリレオ 第1話（2007年、フジテレビ） - 山下良介 役
- 恋のから騒ぎドラマスペシャル「声が震える女」（2007年、日本テレビ）
- 貧乏男子 ボンビーメン（2008年、日本テレビ） - 片桐宏 役
- 月曜ゴールデン「示談交渉人甚内たま子裏ファイル6」（2008年、TBS） - 杉田健 役
- ROOKIES（2008年、TBS） - 国枝 役
- キャットストリート 第3話（2008年、NHK総合） - 吉井真二 役
- Q.E.D. 証明終了第3回・最終回（2009年、NHK総合） - シルキー 役
- スマイル（2009年、TBS） - 風間健児 役
- サムライ・ハイスクール 第5話（2009年11月14日、日本テレビ） - 大越 役
- 戦国鍋TV 〜なんとなく歴史が学べる映像〜　戦国ヤンキー 川中島学園（2010年4月〜7月） - 武田信玄 役
- ヤンキー君とメガネちゃん 第4話（2010年5月、TBS） - ザコヤンキー 役
- 土俵ガール! 第9話（2010年9月、MBS） - 五十嵐 役
- NHKスペシャル「さよなら、アルマ」（2010年12月18日、NHK総合） - 妹尾栄 役
- フジテレビヤングシナリオ大賞 さよならロビンソンクルーソー（2010年12月29日、フジテレビ） - 三上 役
- LADY〜最後の犯罪プロファイル〜 第1話（2011年1月7日、TBS） - 本宮 役
- 任侠ヘルパースペシャル（2011年1月9日、フジテレビ）
- 遺留捜査 第4話（2011年5月4日、テレビ朝日）
- ろくでなしBLUES（2011年、日本テレビ） - 浜田 役
- たんぺん!〜大人のコメディ劇場〜（2011年7月31日、フジテレビ）
- QP 第1話（2011年10月5日、日本テレビ） - チンピラ 役
- 戦国★男士（2011年10月 - 2012年3月、テレビ神奈川） - 上杉景勝 役
- 科捜研の女 第11シリーズ 第3話（2011年11月3日、テレビ朝日） - 多田大樹 役
- 数学♥女子学園（2012年1月11日 - 3月28日、日本テレビ） - 村木 役
- クローバー（2012年4月13日 - 6月29日、テレビ東京） - 花山健次 役
- ドラマW 向田邦子 イノセント 第3話「三角波」（2012年4月8日、WOWOW）
- NHK大河ドラマ（NHK総合）
  - 平清盛（2012年4月 - 12月） - 平教盛 役
  - 花燃ゆ 第43話・第44話（2015年10月25日・11月1日）
- コドモ警察 第5話（2012年5月17日、MBS） - チンピラ 役
- 好好!キョンシーガール〜東京電視台戦記〜 第4話（2012年11月2日、テレビ東京） - 山田 役
- ストロベリーナイト アフター・ザ・インビジブルレイン 「アンダーカヴァー」（2013年1月26日、フジテレビ） - 塚本陽介 役
- 月曜ゴールデン 捜査指揮官 水城さや（2013年1月28日、TBS） - 長尾和樹 役
- みんな!エスパーだよ! 第5話 - 最終話（2013年5月10日 - 7月5日、テレビ東京） - 石崎英雄 役
- 潜入探偵トカゲ 第9話 - 第10話（2013年6月13日 - 20日、TBS） - 黒澤 役
- 激流〜私を憶えていますか?〜 第4話（2013年7月16日、NHK総合） - 岩井修二 役
- 人生、成り行き 天才落語家・立川談志 ここにあり 第1話（2013年8月11日、NHK BSプレミアム） - 三遊亭圓楽 役
- 花嫁のれん 第3シリーズ（2014年1月6日 - 3月28日、東海テレビ） - 柿沼俊平 役
- 水曜ミステリー9『駐在刑事 奥多摩渓谷・殺意の夜想曲』（2014年4月2日、テレビ東京） - 池原孝夫 役
  - 駐在刑事2（2015年4月15日）
  - 奥多摩駐在刑事3（2015年9月16日）
  - 駐在刑事4（2016年12月14日）
  - ドラマ特別企画 駐在刑事スペシャル（2017年10月13日）
  - 駐在刑事（2018年10月19日 - 12月7日）
  - 駐在刑事 Season2（2020年1月24日 - 3月6日）[5]
  - 駐在刑事 SP 2021（2021年5月24日）
  - 駐在刑事 Season3（2022年1月14日 - 2月25日 ）[6]
  - 駐在刑事 SP 2023（2023年9月25日）[7]
- リアル脱出ゲームTV 第1話（2014年4月24日、TBS） - 入江隆 役
- 牙狼-GARO- -魔戒ノ花- 第11話（2014年6月13日、テレビ東京） - タナカ 役
- 永遠の時効（2014年6月25日、テレビ東京） - 森隆弘 役
- SHARK〜2nd Season〜 第10話（2014年7月6日、日本テレビ）
- おやじの背中 第1話「圭さんと瞳子さん」（2014年7月13日、TBS） - 塩田 役
- ラスト・ドクター〜監察医アキタの検死報告〜 第2話（2014年7月18日、テレビ東京） - 坂田 役
- 五つ星ツーリスト〜最高の旅、ご案内します!!〜 第9話（2015年3月5日、読売テレビ） - 佐野裕樹 役
- 紅白が生まれた日（2015年3月21日、NHK）[8] - 警備員 役
- THE LAST COP/ラストコップ（2015年6月19日、日本テレビ） - 五十嵐圭吾 役
- 初森ベマーズ 第10話（2015年9月11日、テレビ東京） - 吉田義男 役
- 臨床犯罪学者 火村英生の推理 第6・7話（2016年2月21日・28日、日本テレビ） - 宗像正明 役
- 大岡越前3 最終話（2016年3月4日、NHK BSプレミアム） - 白善 役
- 悪党たちは千里を走る 第8話（2016年3月9日、TBS）
- ニーチェ先生 最終話（2016年3月23日、読売テレビ / 2016年3月27日、日本テレビ）
- 世界一難しい恋 第1話・第2話（2016年4月13日・20日、日本テレビ） - 太宰 役
- まかない荘（2016年4月19日 - 6月21日、メ〜テレ） - 横川賢 役
- 男と女のミステリー時代劇 第3話「万引き」（2016年5月3日、BSジャパン） - 田代常久 役
- オトナの土ドラ 朝が来る 第3話 - 最終話（2016年6月19日 - 7月31日、東海テレビ） - 権田 役
- ヤッさん〜築地発! おいしい事件簿〜 最終話（2016年8月26日、テレビ東京）
- ドラマ特別企画 往復書簡〜十五年後の補習（2016年9月30日、TBS） - 阿部智也 役
- キャリア〜掟破りの警察署長〜 第7話 - 最終話（2016年11月20日 - 12月11日、フジテレビ） - 南洋三（青年期） 役
- 月曜名作劇場『はぐれ署長の殺人急行 九十九里浜迷宮ダイヤ』（2016年12月5日、TBS） - 定峰洋行 役
- 冬芽の人（2017年4月5日、テレビ東京） - 宮里陽一 役
- 恋がヘタでも生きてます 第8話（2017年5月26日、読売テレビ） - 相田幸雄 役
- ブランケット・キャッツ 第1話（2017年6月23日、NHK総合） - 長野康平 役
- 警視庁いきもの係 第5話（2017年8月6日、フジテレビ） - 五反田徹也 役
- 連続ドラマW 東野圭吾「片想い」（2017年10月21日 - 11月25日、WOWOW） - 松崎啓斗 役
- ユニバーサル広告社〜あなたの人生、売り込みます!〜 第2話（2017年10月27日、テレビ東京） - 矢野浩輔 役
- 不能犯 第1話（2017年12月22日、dTV / 2018年1月17日、カンテレ） - 矢崎太一 役
- モブサイコ100（2018年1月19日 - 4月6日、テレビ東京） - 霧藤 役
- 正義のセ 第1話（2018年4月11日、日本テレビ） - 林和志 役
- ヘッドハンター  第2話（2018年4月23日、テレビ東京） - 営業部・枚方 役
- 魔法×戦士 マジマジョピュアーズ! 第13話（2018年6月24日、テレビ東京） - 九十九勇 役
- ドラマ特別企画 嫌われ監察官 音無一六スペシャル（2018年7月6日、テレビ東京） - 奥泉栄一郎 役
- 英雄たちの選択スペシャル 「決戦!西南戦争〜徹底分析! 西郷隆盛はなぜ負けたのか?〜」（2018年11月29日、NHK BSプレミアム） - 桐野利秋 役
- イノセンス 冤罪弁護士 第2話 - 最終話（2019年1月26日 - 3月23日、日本テレビ） - 浅間大輔 役
- 都立水商!〜令和〜（2019年5月6日 - 6月17日、MBS / 5月8日 - 6月19日、TBS） - 標祐作 役
- 『このミス』大賞ドラマシリーズ 時空探偵おゆう 大江戸科学捜査 第3話・第4話（2019年7月19日・26日、カンテレ） - 半次郎 役
- 連続ドラマW オペレーションZ 〜日本破滅、待ったなし〜（2020年3月15日 - 4月19日、WOWOW） - 大須純 役
- 映像研には手を出すな!（2020年4月6日 - 5月11日、MBS / 4月8日 - 5月13日、TBS） - 黒田 役[2]
- 30歳まで童貞だと魔法使いになれるらしい（2020年10月9日 - 、テレビ東京） - 浦部健吾 役[9]
- 君と世界が終わる日に 第1話（2021年1月17日、日本テレビ） - 吾妻伸二役
- アノニマス〜警視庁“指殺人”対策室〜 第2話（2021年2月1日、テレビ東京系） - 島崎慶太 役
- 江戸モアゼル〜令和で恋、いたしんす。〜 第7話（2021年2月18日、読売テレビ・日本テレビ） - 小出正太 役
- コントが始まる 第5・7話（2021年5月15日・5月29日） - マッカラン千葉 役
- ワンモア（2021年4月6日 - 5月18日、メ〜テレ） - グエン・ギャン・ミャン 役[10]
- 刑事7人 SEASON7 第4話（2021年8月11日、テレビ朝日） - 小池守 役
- ムチャブリ! わたしが社長になるなんて 第7話 (2022年2月23日、日本テレビ) - 佐々川正弘 役
- インビジブル 第4話・第5話（2022年5月6日・13日、TBS） - 武入綾人 役
- ナンバMG5 第8話 -（2022年6月8日 - 、フジテレビ） - 石黒正 役[11]
- コンビニ★ヒーローズ〜あなたのSOSいただきました!!〜 第6話（2022年11月16日〈予定〉、関西テレビ 他） - 迫田 役[12]
- 科捜研の女 Season22 第6話（2022年11月29日、テレビ朝日） - 梶谷亮一 役
- 特捜9 season6 第3話（2023年4月19日、テレビ朝日） - 本条悠太 役[13]
- 僕たちの校内放送（2023年8月2日 - 23日、フジテレビ） - 吉田春夫 役[14]
- THE MYSTERY DAY〜有名人連続失踪事件の謎を追え〜（2023年10月7日、日本テレビ） - 島貫彰夫 役[15]
- 世にも奇妙な物語'23 秋の特別編「地獄で冤罪」（2023年11月11日、フジテレビ） - 長沼拓也 役[16]
- ガラパゴス（2023年2月6、13日 NHK BSプレミアム BS特集ドラマ。同年11月4 - 25日 NHK総合 土曜ドラマ） - 宮城島篤 役[17] [18]
- 仮想儀礼（2024年1月21日、NHK）- MC世田谷 役
- アンメット ある脳外科医の日記 第6話（2024年5月20日、関西テレビ・フジテレビ） - 山本健太郎 役[19]
- GO HOME〜警視庁身元不明人相談室〜 第2話（2024年7月20日、日本テレビ） - 松平大輝 役

### 配信ドラマ
- Paraviオリジナルストーリー 義母と娘の間のフェルマータ 佐藤健編（2020年1月2日配信開始、Paravi）[20]
- 死神さん 第4話（2021年10月8日配信開始、Hulu） - 霧生 役

### 舞台
- 「Voice Collection 2007 夏」世界がもし100人の村だったら（2007年7月）
- ラフカット2007「あの角を左に曲がったら」（2007年11月）
- 真田風雲録（2009年10月）
- 新春戦国鍋祭～あんまり近づきすぎると斬られちゃうよ～（2011年1月）
- 劇団TEAM-ODAC「真っ白な図面とタイムマシン」（2014年3月）
- MOON SAGA -義経秘伝- 第二章（2014年8月）
- MOON SAGA-義経熱血学園物語-（2015年1月）

### 情報番組
- うまいッ!（NHK総合） - 食材ハンター

### CM
- 三ツ矢サイダー「盛夏・夏休みのプール」篇
- コカコーラ「アテネオリンピックCP」篇
- NTT DoCoMo東海 「中高生割引」篇
- ボーダフォン 日本法人（現ソフトバンクモバイル）
- 洋服の青山
- TOYOTAミニバン
- 家庭教師のトライ「家庭教師はやはりトライ」篇
- グッドウィル モバイトドットコム 「キラキラ彼女」篇
- リクルート ゼクシィ
- キリンビール「白麒麟」
- 日本経済新聞「OB訪問」篇

### 雑誌
- JUNIE 2004年11月号
- +act VISUAL MOVIE MAGAZINE
- JUNON 2004年7月号
- BEST ACTOR 2008年
- 月刊Audition 2008年4月号

### ラジオ
- 小栗旬のオールナイトニッポン（2009年3月4日。ニッポン放送）[21]

### ラジオドラマ
- 東貴博のヤンピース　BITTER SWEET CAFE 「おいらの花火」（2007年6月25日 - 28日、ニッポン放送）
- SOUNDS OF STORY〜ASADA JIRO LIBRARY〜　「江戸残念考」（2015年1月17日、J-WAVE）[22]
- サタデードラマハウス 美男子劇場「魔のつぶやき」（2017年2月5日 - 26日、JFN） - 杉野先輩 / ミオ / 田中教授 役
- ラジオシアター〜文学の扉（TBSラジオ）
  - 「戦争と一人の女」（2020年3月1日）
  - 「青鬼の褌を洗う女」（2020年3月8日）